# Antonij (Puchkan)
Antonij (světským jménem: Dmitrij Iljič Puchkan; * 27. srpna 1974, Riga) je lotyšský duchovní Ukrajinské pravoslavné církve Moskevského patriarchátu, biskup korsuň-ševčenkivský a vikář čerkaské eparchie.

## Život
Narodil se 27. srpna 1974 v Rize.
Roku 1991 dokončil střední školu č. 75 v Mykolajivu. Poté nastoupil na zdravotnické učiliště. Roku 1994 začal studovat na Kalužském duchovním učilišti, který byl roku 1997 přeměněn na seminář. Po semináři pokračoval ve studiu na Moskevské duchovní akademii. Roku 2002 byl poslán do kyjevské eparchie, kde se stal psalomščikem v chrámu svaté Eufrosinie Polocké v Kyjevě.
Dne 4. listopadu 2007 byl arcibiskupem vyšhorodským Pavlem (Lebiděm) rukopoložen na diákona. Od 13. listopadu byl tiskovým sekretářem Synodního oddělení pro záležitosti mládeže. Dne 3. dubna 2008 byl postřižen na monacha se jménem Antonij na počest svatého Antonína Pečerského.
Dne 26. prosince 2008 získal na Užhorodské bohoslovecké akademii titul doktor teologie. Na Velikonoce 2010 byl povýšen na archidiákona. Dne 28. srpna 2011 byl biskupem brovarským Feodosijem (Snihirjovem) rukopoložen na jeromonacha. Poté se stal sekretářem Brovarského vikariátu s povýšením na archimandritu. Od srpna 2020 byl sekretářem čerkaské eparchie.
Dne 12. května 2021 jej Svatý synod Ukrajinské pravoslavné církve zvolil biskupem korsuň-ševčenkivským a vikářem čerkaské eparchie. Biskupská chirotonie proběhla 6. června v Kyjevskopečerské lávře. Hlavním světitelem byl metropolita kyjevský a celé Ukrajiny Onufrij (Berezovskyj).